# Канібалізм

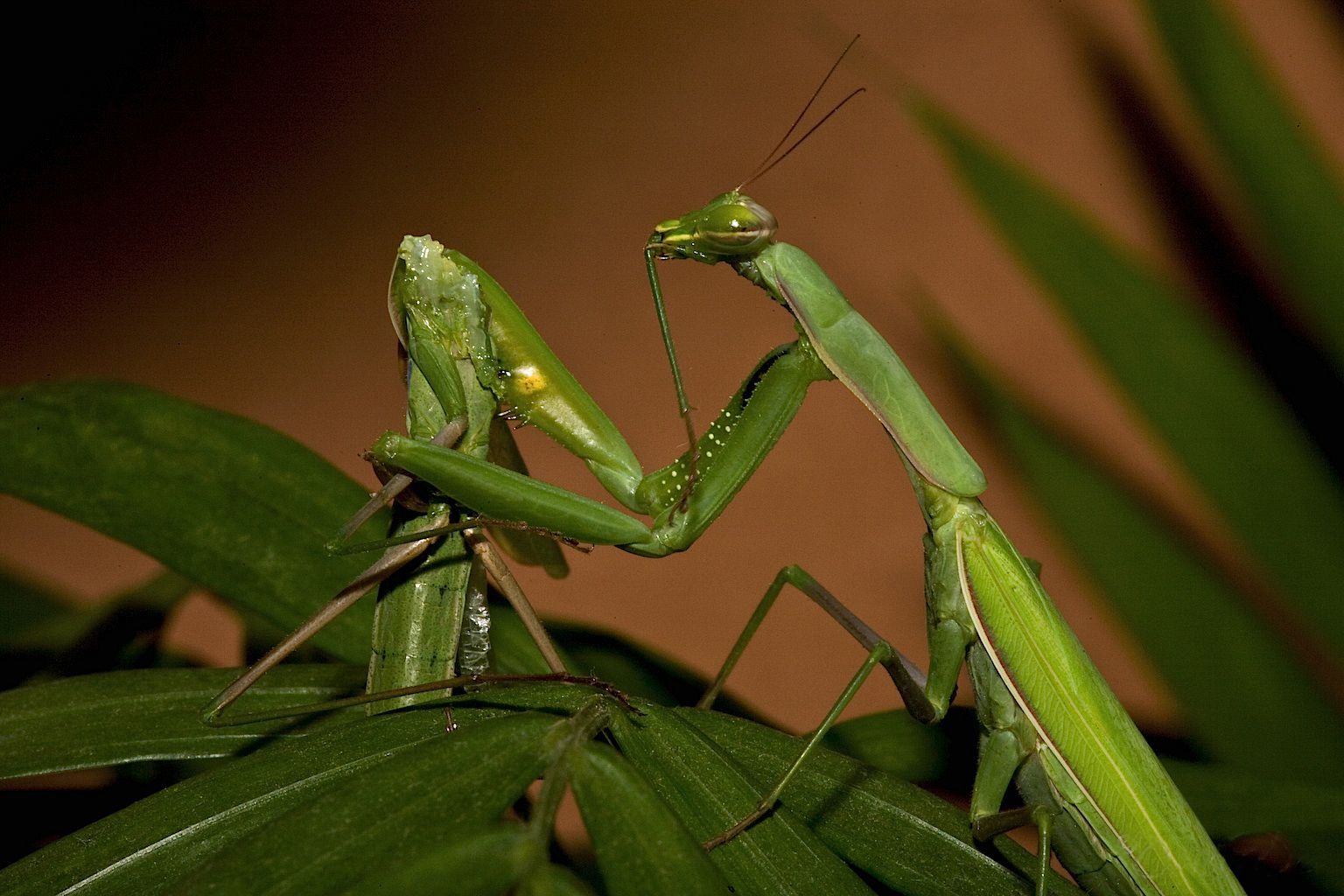
Самиця богомола поїдає самця

Канібалізм — поїдання представників біологічного виду представниками того ж самого виду. Канібалізм у різних проявах властивий майже всьому тваринному світу. Для людського канібалізму також використовується термін антропофагія, людоїдство або людожерство.

## Етимологія
Терміни «канібалізм» і «канібал» походять від «каніба» — назви вест-індіанських народів, даної Христофором Колумбом, в яких іспанці вперше спостерігали людожерство. Колумб дав таку назву, вважаючи, що доплив до Азії, а бачені аборигени є підданими хана (ісп. kan). Пізніше ці народи стали відомі як кариби. Слово «канібал» вперше зафіксовано в 1550-і роки. Також «канібал» хибно виводилося від «каніс» (лат. canis) — собака. Хоча термін виник щодо поїдання людей людьми, з 1796 року він поширюється на весь тваринний світ.

## Серед тварин
У зоології канібалізм визнано поширеною екологічною взаємодією тварин. У тваринному світі він є засобом виживання як особин, так і популяцій. Деякі тварини їдять власних дітей, батьків, братів, сестер в разі голоду. Проте часто також з причини конкуренції за життєвий простір — така поведінка була виявлена зокрема експериментами Джона Келхуна. Канібалізм зумовлюється, крім того, потребою забезпечити потомство їжею одразу після його появи на світ, поки дитинчата не можуть полювати на звичайну для цього виду здобич.
Загальна форма канібалізму — споживання більшими тваринами певного виду менших або молодших тварин того ж виду. Серед популяцій тварин, структурованих за розміром, канібалізм може бути причиною від 8 % до 95 % смертності, роблячи це істотним чинником в динаміці росту популяції. Структурований канібалізм звичайно спостерігається серед восьминогів, кажанів, жаб, зокрема пуголовків, риб, саламандр, крокодилів, павуків, ракоподібних, птахів, ссавців і серед великого ряду комах, таких як, наприклад, пірнаючі жуки та інші. Канібалізм особливо поширений серед водяних популяцій, в яких аж до 90 % організмів практикують канібалізм в тій чи іншій частині життєвого циклу. В деяких випадках, наприклад, у частини павуків, навпаки дитинчата поїдають батьків, отримуючи таким чином поживу для росту, поки не зможуть полювати.
Зоолог Ганс Гасс, досліджуючи популяції живородних акул, запропонував особливу категорію тваринного канібалізму: внутрішньоматковий канібалізм. Цим терміном описують живлення ненароджених ембріонів акули в лоні матері іншими ембріонами. Такий вид канібалізму насправді є поширеним методом боротьби за виживання і новонароджені особини з'являються таким чином на світ уже з запасом поживних речовин.
Канібалізм не обмежується суто м'ясоїдними видами, але й також спостерігається серед травоїдних. Деякі ссавці поїдають власну плаценту після народження потомства, що запускає процес лактації.
Інша загальна форма канібалізму — дітовбивство. Класичні приклади дітовбивства трапляються серед шимпанзе (де групи дорослих самців нападають і споживають малюків), серед левів (де дорослі самці зазвичай вбивають левенят, коли переймають новий гарем після заміни попередніх домінантних самців), а також іноді й серед білих ведмедів.
У тваринному канібалізмі виділяють і таку форму канібалізму, як сексуальний канібалізм: споживання самицею самця після спаровування задля забезпечення її запасом поживних речовин. Такий вид канібалізму спостерігається серед павуків, скорпіонів, богомолів та інших членистоногих.
Крім тваринного світу, явище канібалізму виявлено серед бактерій. Деякі види, такі як Bacillus subtilis та Myxococcus xanthus, мають складну генетичну систему, що дозволяє при нестачі їжі частині популяції споживати представників власного виду, аби дозволити решті вижити до стадії, коли вони зможуть сформувати спори.

## Серед людей
У людей канібалізм відомий упродовж всієї історії, хоча й не є типовою поведінкою. Може здійснюватися як в умовах надзвичайного голоду заради виживання, так і з ритуальною метою. Також відомо про практикування в минулому поїдання вже померлих людей у межах поховальних обрядів. Окрім того, можливе вживання в їжу частин людського тіла (попіл після кремації, плацента, частини мумій) як частина ритуалів, знахарства чи альтернативної медицини.
Людське тіло загалом не настільки поживне, щоб бути основою постійного раціону іншої людини. Через харчування сирим людським м'ясом до того ж можуть передаватися хвороботворні бактерії та пріони, зокрема збудник хвороби куру.